# الکساندر میسورکین
الکساندر میسورکین (به انگلیسی: Alexander Misurkin) فضانورد اهل کشور روسیه است که در ۲۳ سپتامبر ۱۹۷۷ میلادی در بخش یارشیچسکی زاده شد. وی در مأموریت اکسپدییشن ۳۵، ۳۶، سایوز تی‌ام‌ای-۰۸ام حضور داشته است.